# Granville Leveson-Gower, I marchese di Stafford
Granville Leveson-Gower, I marchese di Stafford (4 agosto 1721 – Staffordshire, 26 ottobre 1803), è stato un politico inglese.

## Biografia
Era il figlio di John Leveson-Gower, I conte di Gower, e della sua prima moglie, Lady Evelyn Pierrepont. I suoi nonni materni erano Evelyn Pierrepont, I duca di Kingston-upon-Hull e la sua prima moglie Lady Mary Feilding. Suo padre era un importante politico Tory che divenne il primo Tory a entrare al governo alla successione di Giorgio I di Gran Bretagna, unendo la somministrazione di John Carteret, II conte Granville nel 1742. Studiò alla Westminster School e la Christ Church di Oxford.

## Carriera politica
Nel 1744, è stato eletto al Parlamento. Con la morte del fratello maggiore nel 1746, era conosciuto con il titolo di cortesia di visconte di Trentham fino a che succedette a suo padre come conte di Gower nel 1754. Venne associato alla fazione del duca di Bedford, che era suo cognato, e come membro di quella fazione gli è stato concesso molte posizioni governative. Dopo la morte di Bedford nel 1771, Gower divenne leader del gruppo, e come Lord Presidente nell'amministrazione di Frederick North, Lord North, che era un sostenitore chiave di una linea dura nei confronti dei coloni americani, posizione che tenne fino al 1779.
Divenne una figura chiave nel determinare la caduta della coalizione Fox-Nord, ed è stato ricompensato con la posizione di Lord Presidente, ancora una volta nella nuova amministrazione di William Pitt il Giovane. Anche se ha appena scambiato questo ufficio per quello di Lord del Sigillo Privato, e a poco a poco ha cominciato a ritirarsi dagli affari pubblici, è rimasto un ministro del governo fino al suo pensionamento nel 1794. Nel 1786, era stato creato marchese di Stafford come ricompensa per i suoi servizi.

## Matrimoni

### Primo Matrimonio
Sposò, il 23 dicembre 1744, Elizabeth Fazakerley, figlia di Nicholas Fazakerley. Elizabeth morì di vaiolo il 19 maggio 1746. Non ebbero figli.

### Secondo Matrimonio
Sposò, il 28 marzo 1748, Lady Louisa, figlia del Egerton Scroop, I duca di Bridgewater e di Lady Rachael Russell. Ebbero quattro figli:
- George Leveson-Gower, I duca di Sutherland (9 gennaio 1758-19 luglio 1833);
- Lady Louisa Leveson-Gower (?-29 gennaio 1827), sposò Sir Archibald MacDonald, I Baronetto, ebbero tre figli;
- Lady Margaret Caroline Leveson-Gower (2 novembre 1753-27 gennaio 1854), sposò Frederick Howard, V conte di Carlisle, ebbero dieci figli;
- Lady Anne Leveson-Gower (?-16 novembre 1832), sposò Edward Venables-Vernon-Harcourt,  arcivescovo di York, ebbero sedici figli;

### Terzo Matrimonio
Sposò, il 23 maggio 1768, Lady Susannah Stewart, figlia di Alexander Stewart, VI conte di Galloway. Ebbero quattro figli:
- Lady Georgiana Augusta Leveson-Gower (13 aprile 1769-24 marzo 1806), sposò William Eliot, II conte di St Germans, ebbero quattro figli;
- Lady Charlotte Sophia Leveson-Gower (11 gennaio 1771-12 agosto 1854), sposò Henry Charles Somerset, VI duca di Beaufort, ebbero dodici figli;
- Lady Susan Leveson-Gower (15 settembre 1772-26 maggio 1838), sposò Dudley Ryder, I conte di Harrowby, ebbero otto figli;
- Granville Leveson-Gower, I conte Granville (12 ottobre 1773-8 gennaio 1846).

## Morte
Morì a Trentham Hall, Staffordshire, nel mese di ottobre 1803, all'età di 82 anni.